# Allein
Allein (pron. fr. AFI: [alɛ̃] ; Alèn in patois valdostano, Allain dal 1946 al 1976)  è un comune italiano sparso di 206 abitanti della Valle del Gran San Bernardo, valle laterale della Valle d'Aosta.

## Geografia fisica

### Territorio
Allein è un piccolo centro situato alle pendici del Mont Saron, sulla sinistra orografica della valle del Gran San Bernardo. Il borgo si trova in posizione panoramica a 1.190 m s.l.m. sui declivi coperti di prati adiacenti al torrente Artanavaz. Distante circa 14 chilometri a nord da Aosta, Allein domina la statale 27, che, seguendo la sponda opposta del torrente, conduce al traforo del Gran San Bernardo.
Dista 14 km da Aosta.
- Classificazione sismica: zona 4 (sismicità molto bassa)[6]

### Clima
- Classificazione climatica: zona F, 3994 GG

## Origini del nome
L'origine del toponimo secondo gli storici P. Äbischer e Dante Olivieri, deriverebbe dal nome personale latino Allius, da cui si sarebbe successivamente distaccata la forma Allianus.
Altre ipotesi fanno risalire l'origine del nome alla presenza di un nucleo di Alani, tribù sarmata presente sulle Alpi Occidentali già nel V secolo d.C., oppure a contaminazioni germaniche di epoca medioevali (K.Punks). Secondo la storica Carla Mercato l'etimologia tradizionale, ad lignum, era già diffusa nel periodo romano, sancisce comunque la posizione del paese, situato anticamente ai limiti di una grande area boschiva, e forse anche per la vocazione artigianale dei suoi abitanti, ancora oggi dediti, almeno in parte alla lavorazione del legno.
Il toponimo è stato italianizzato in Alleno durante il fascismo, dal 1939 al 1946.

## Storia

### Epoca romana
In epoca romana vi passava la strada che conduceva a Octodurus, l'odierna Martigny, un'antica via dei Salassi divenuta una delle arterie principali della Valle d'Aosta. Questa valle infatti costituiva soprattutto per chi proveniva dalla Svizzera un'importante via d'accesso al territorio di Aosta, ed era presidiata da alcuni centri strategici, tra cui Clusaz (pron. "Clüsa"), una delle clausurae augustanae, posta di fronte ad Allein sul versante opposto della valle.
La presenza romana nella zona è confermata dal ritrovamento avvenuto nel 1856 nel territorio comunale di una serie di monete argentee risalenti all'epoca repubblicana, conservate in parte presso il museo dell'Académie Saint-Anselme ad Aosta. Altre ipotesi fanno risalire l'origine del nome alla presenza di un nucleo di Alani, tribù sarmata presente sulle Alpi Occidentali già nel V secolo, oppure a contaminazioni germaniche di epoca medioevali (K. Punks).

### Medioevo
Nell'alto Medioevo il paese appartenne alla Signoria di Gignod, comprendente le parrocchie di Saint-Étienne, Gignod, Ollomont, Doues, Valpelline e Allein. Nel 1242 Tommaso di Savoia e Amedeo di Savoia sottrassero alle quattro famiglie i diritti di giurisdizione assegnandoli poi ai signori di Quart, i quali nel 1378 li restituirono ai Savoia.

### Rinascimento
Nel 1543 Allein e Doues furono separate dalla Signoria di Gignod da Carlo III di Savoia e vendute a Nicolas de la Crête al prezzo di 1.500 scudi d'oro. Successivamente nel 1574 questo territorio passò al primo Segretario di Stato di Carlo Emanuele I François de la Crête, che ottenne dalla corona il titolo di barone di Gignod e il possesso di tutti i territori della Combe Froide. Rimasto privo di discendenti le sue terre vennero cedute alla famiglia Pallavicino-La Crête, che governò il territorio fino agli ultimi decenni del XVIII secolo.

### Era moderna
Il piccolo centro venne poi integrato nello Stato Sabaudo e successivamente all'Italia unita. Nel 1939, assunse a causa del fascismo e a seguito di un regio decreto, la denominazione di Alleno, che venne mutata a partire dal 1946 nel nome di Allain. La grafia attuale, omofona, è fissata nel 1976.

### Simboli
Lo stemma e il gonfalone del comune sono stati concessi con decreto del presidente della Repubblica del 9 marzo 1962.

Il gonfalone del Comune

Lo stemma del Comune di Allein è una variante cromatica dell'emblema regionale consistente in uno scudo partito di rosso e di nero, al leone d'argento attraversante.
Il gonfalone è un drappo partito di bianco e di porpora.

## Monumenti e luoghi d'interesse
Nel sito della primitiva chiesa, a Ville, presso una vasca in pietra, si trova un frammento di muro recante l'iscrizione Maria anno MVII leprosis laboravit. Si tratta del più antico documento sulla presenza della lebbra in Valle d'Aosta.
- In frazione di Allamanaz si trova una casa medievale del XVI secolo

### Casa medievale di Ayez
Nel villaggio Ayez (pron. "Ayé") è presente una casaforte risalente al XV secolo, un classico esempio di architettura rurale tardogotica. L'edificio è costruito quasi a secco in pietra murata, con finestre in pietra lavorata, con il caratteristico motivo a chiglia rovesciata. La casa medievale di Ayez ospita il Museo del carnevale della Combe froide (in patois valdostano, Meison di Carnaval de la Coumba freida) dedicata ai carnevali della Coumba Freida.

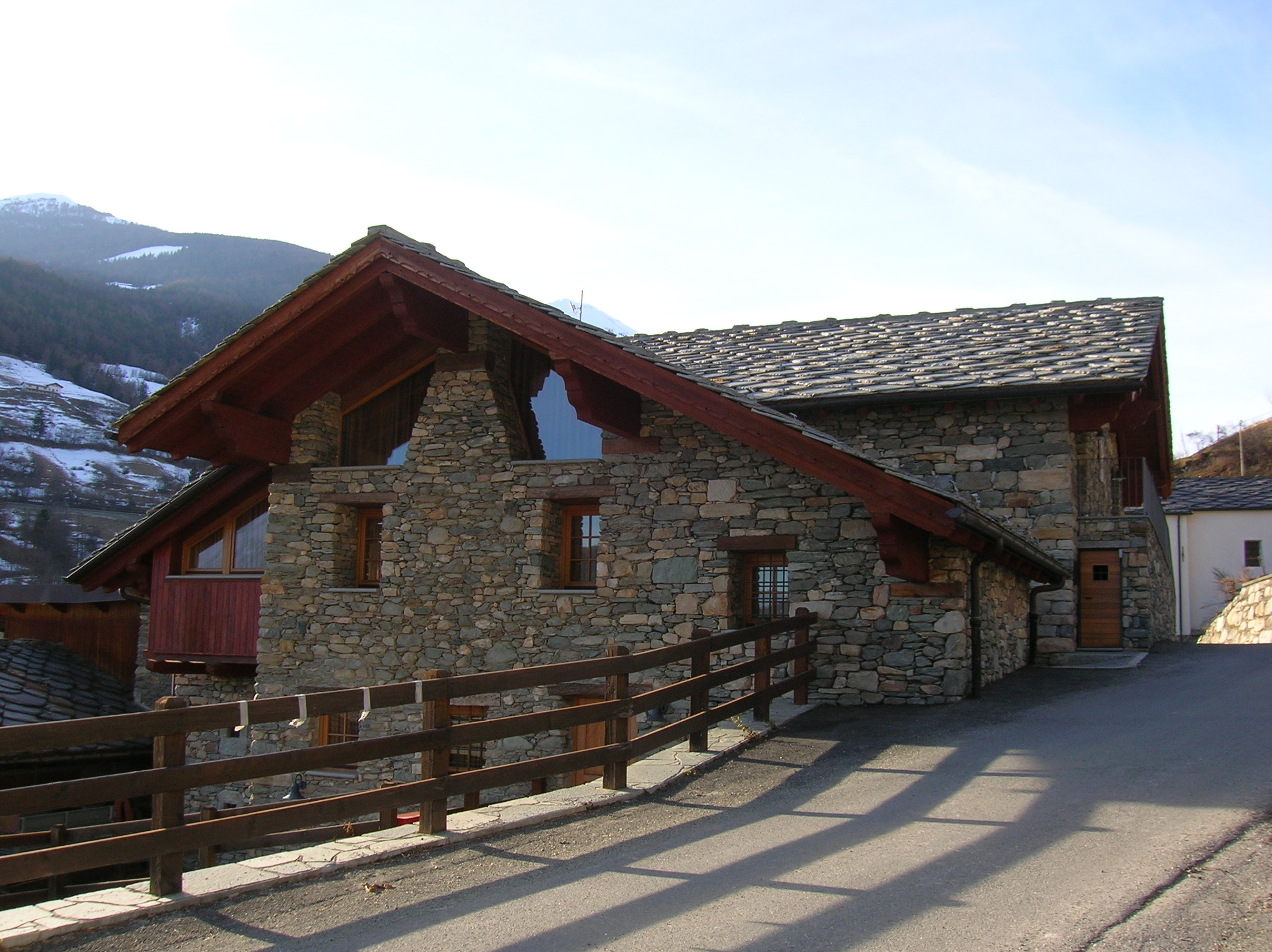
Casa medievale di Ayez
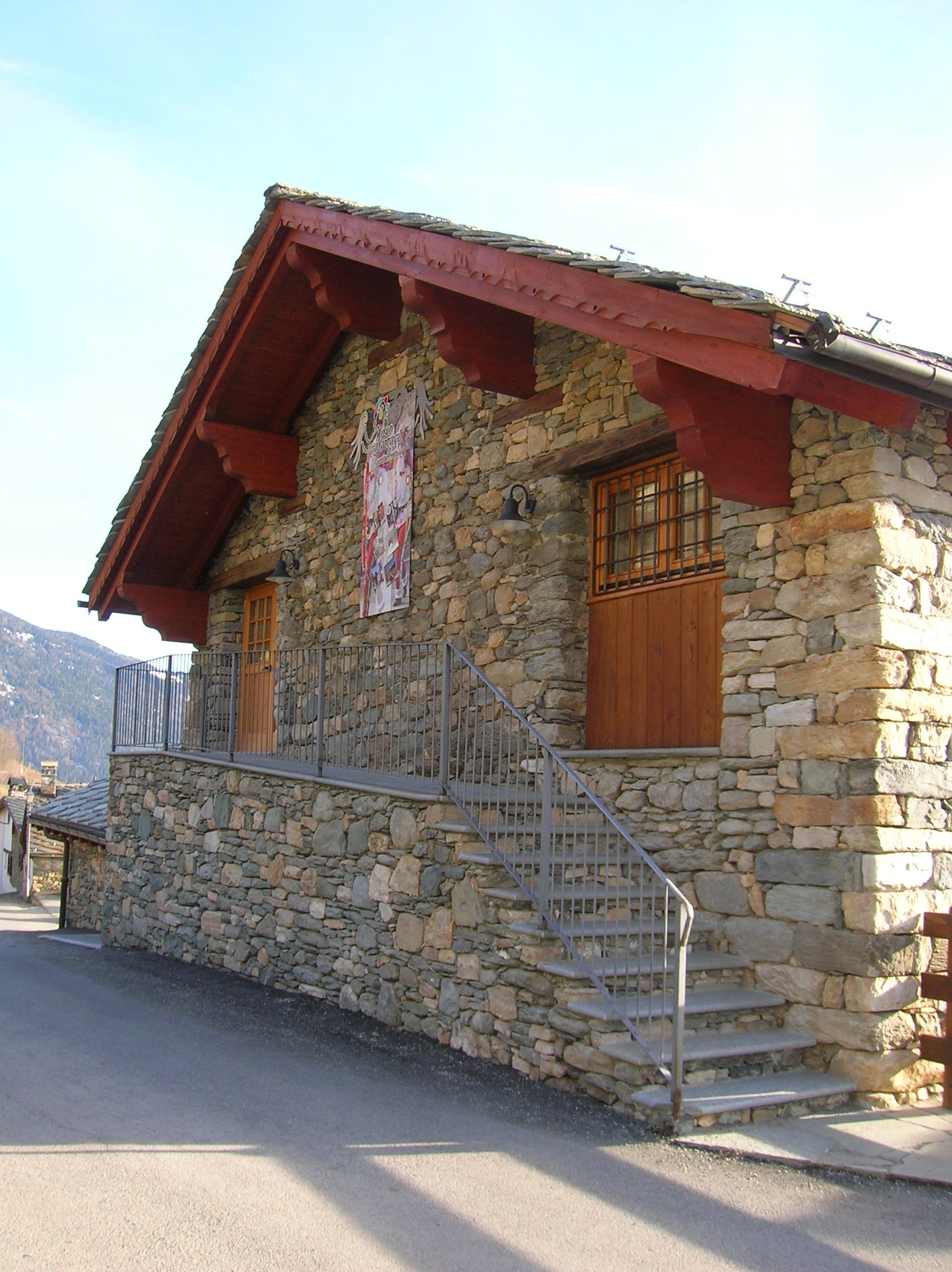
Casa medievale di Ayez
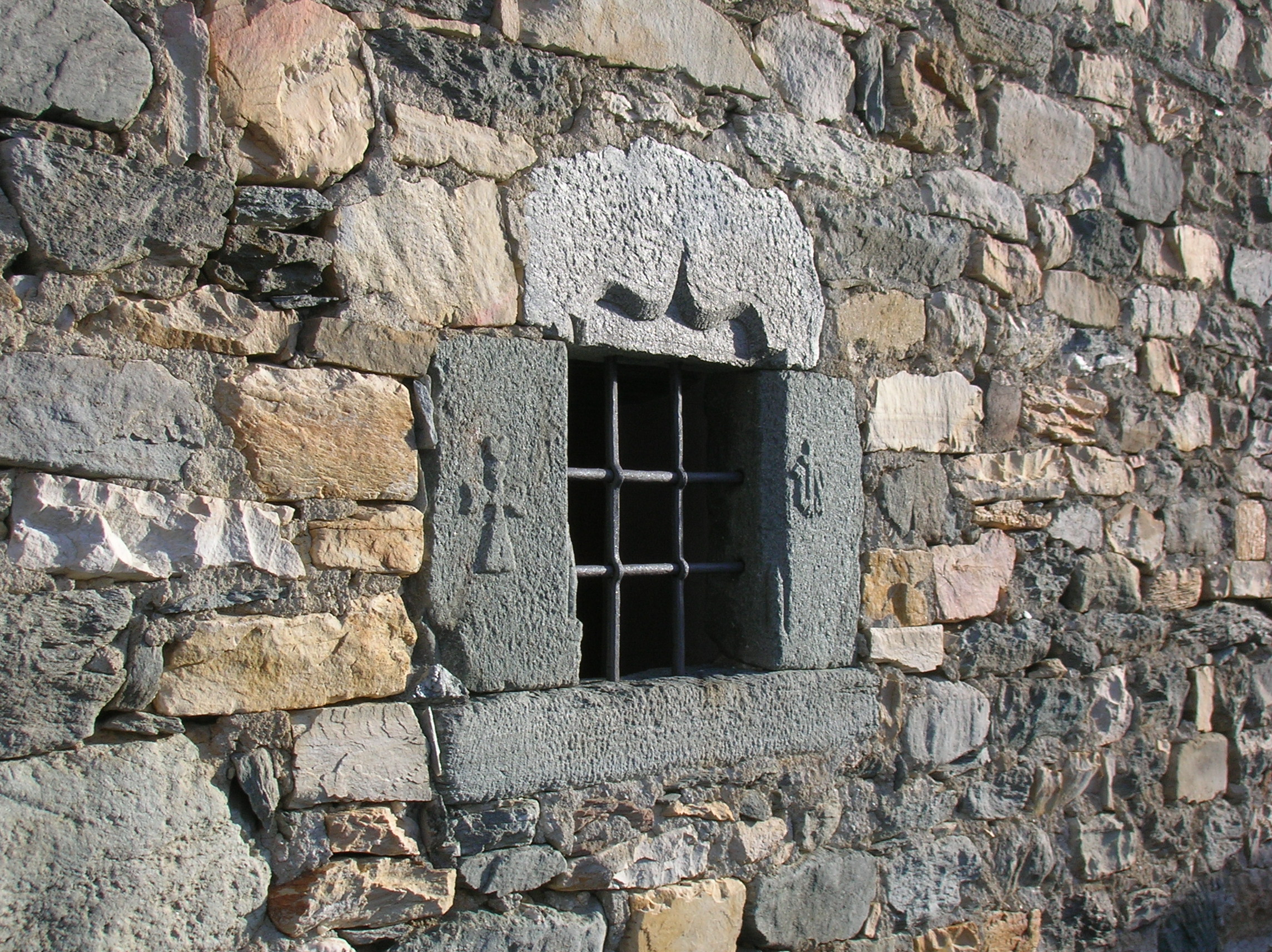
Dettaglio di finestra lavorata

### Chiesa parrocchiale di Santo Stefano
L'edificio che più di tutti caratterizza la zona del capoluogo è costituito dalla chiesa parrocchiale di Santo Stefano, soggetta al Capitolo della Cattedrale di Aosta fino al 1795 e menzionata per la prima volta nelle costituzioni sinodali del beato Emerico di Quart all'inizio del XIV secolo. In origine la chiesa era situata nel villaggio di Ville. La prima menzione di questo edificio risale al 1433, data in cui il delegato dell'arcidiacono Pierre de Gillaren rilevava la presenza di una chiesa edificata ex novo. Nel 1525 a causa dell'instabilità del terreno fu necessario costruire un altro edificio in sostituzione del precedente. All'inizio dell'Ottocento, infine, venne deciso di costruire un nuovo edificio sacro che venne consacrato nel 1841, tuttora esistente. È un edificio dalle linee classiche, con una facciata dotata di quattro lesene terminato con un timpano tradizionale. Di stile sobrio e caratteristico è il campanile a cuspide.
- Chiesa parrocchiale di sant'Andrea[12]

### Cappelle
- Cappella di Chez-Norat, dedicata a San Bernardo di Mentone
- Cappella di Ayez, ex voto costruita dopo l’epidemia del 1630 e dedicata ai Santi Fabiano, Sebastiano e Rocco
- Cappella sussidiaria di Santo Stefano
- Cappella di Santa Barbara e di Santa Margherita

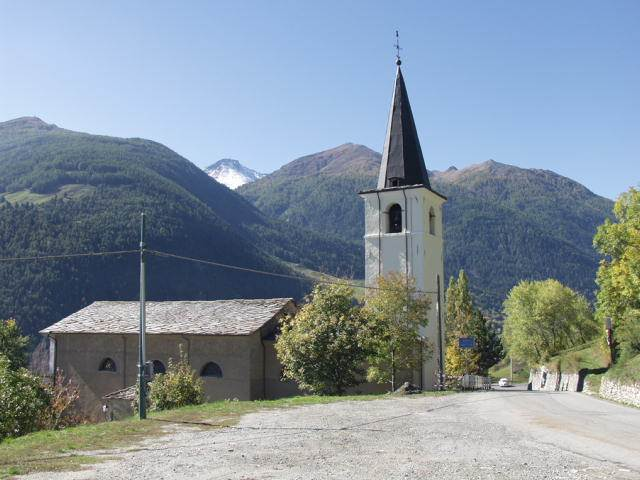
Il campanile della chiesa parrocchiale di Santo Stefano
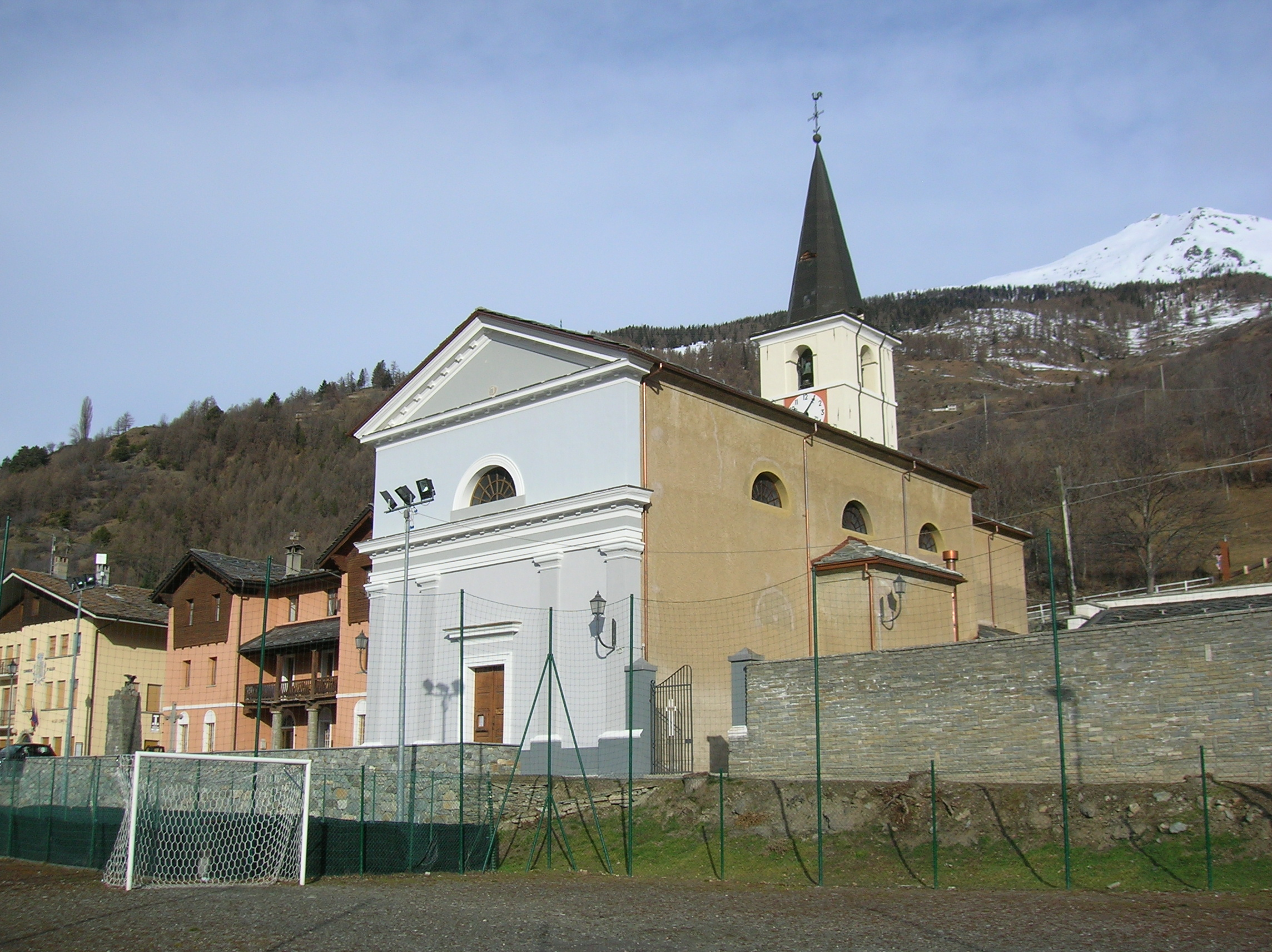
La facciata della Chiesa di Santo Stefano
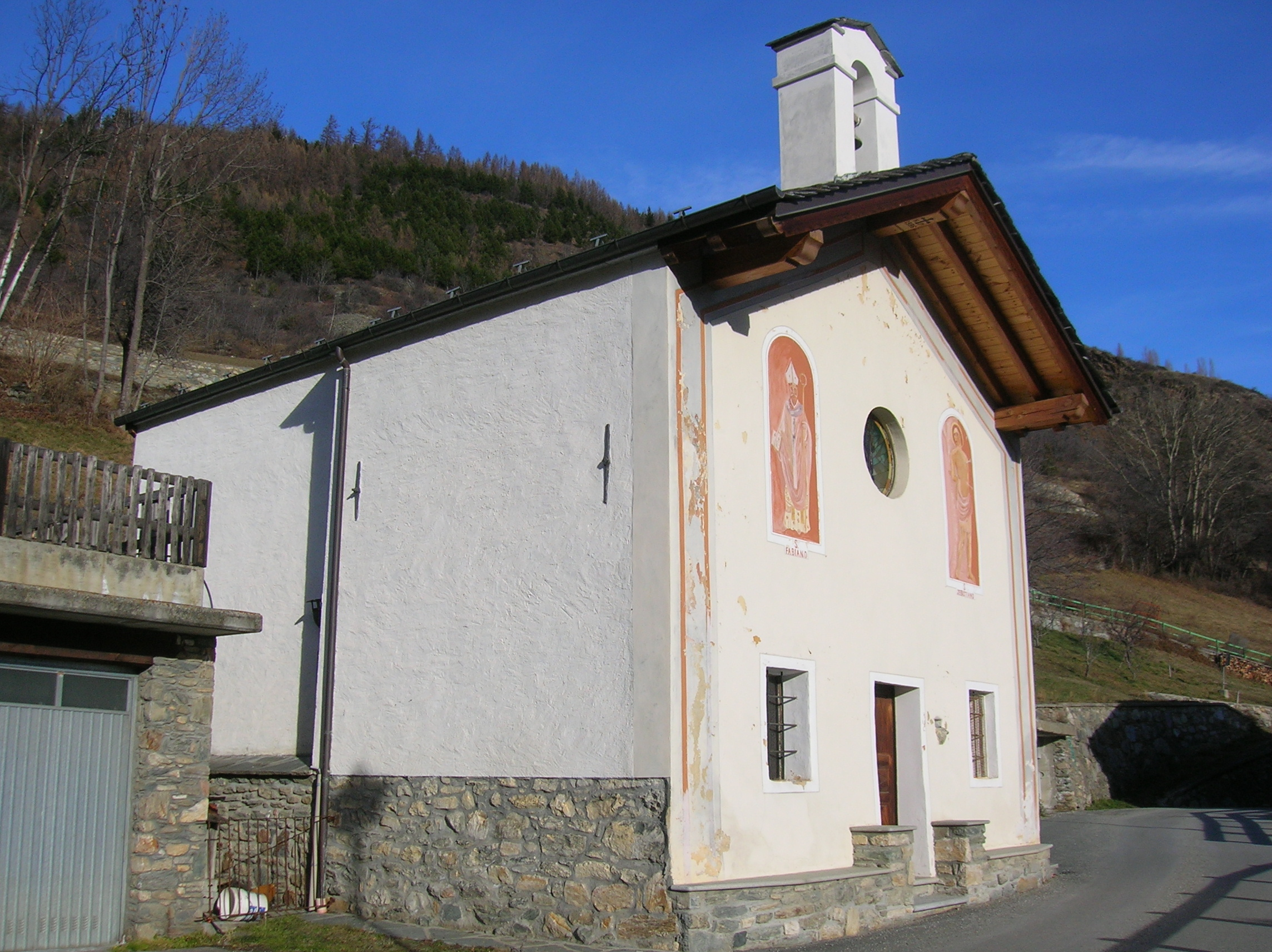
La cappella dei Santi Fabiano, Sebastiano e Rocco, ad Ayez

## Cultura

### Musei

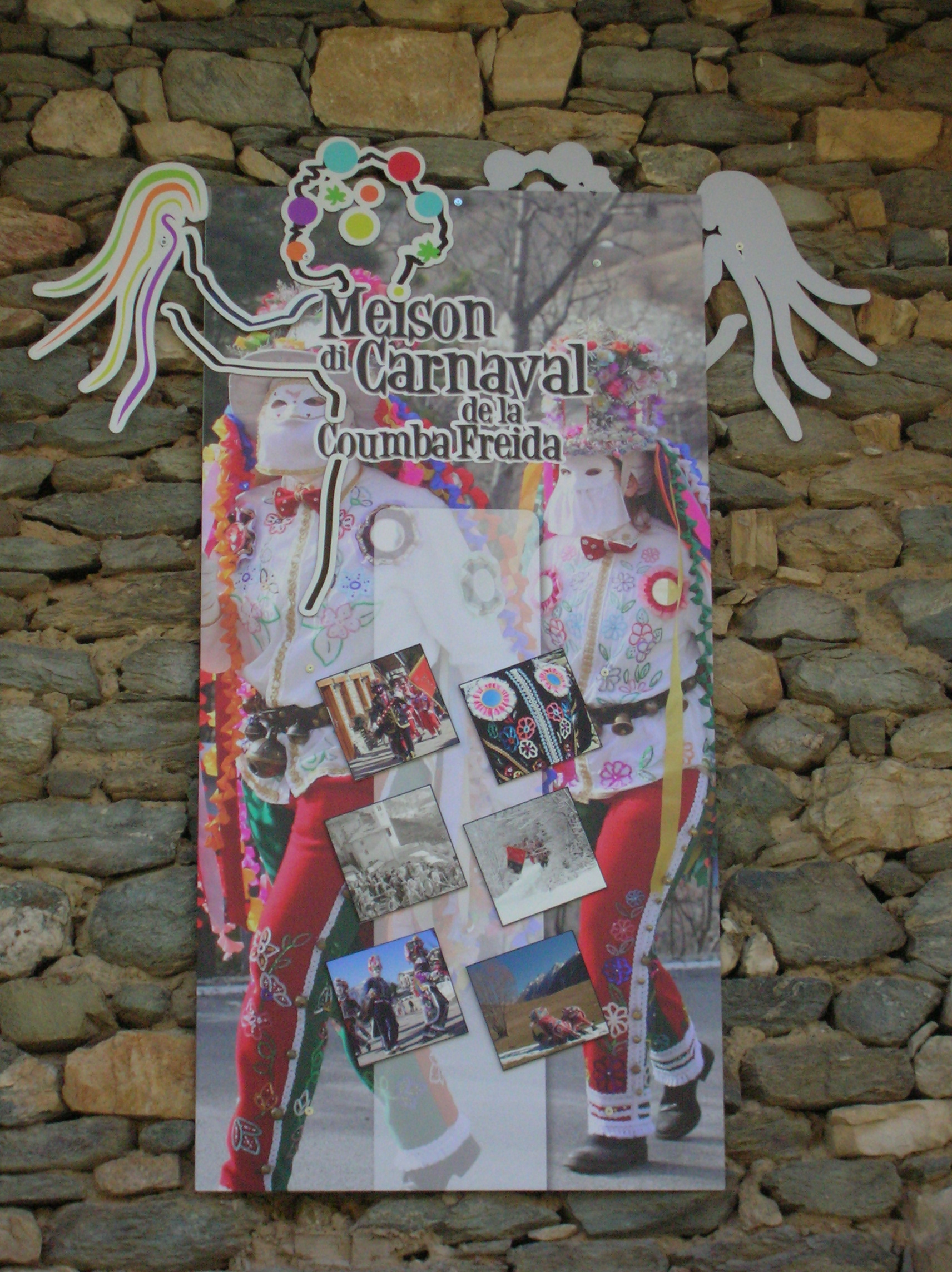
Museo del carnevale della Combe froide

- Meison di Carnaval de la Coumba Frèida

### Eventi
Gli eventi religiosi importanti per il comune sono la festa patronale e la processione in onore dei Santi Pietro e Paolo.
La Fëta di Trifolle è la festa dedicata alla zuppa di patate, un tempo alimento base dei contadini, che si celebra dal 1993 nell'ultima settimana di agosto
La Pro loco si incarica una volta l'anno di mantenere viva la tradizione della cottura collettiva del pane nero (in patois valdostano, pan ner).

## Società

### Evoluzione demografica
Abitanti censiti

## Economia
Allein è un centro prevalentemente agricolo, soprattutto nell'allevamento bovino, nelle risorse forestali, e nell'attività di intaglio nel legno.

## Amministrazione

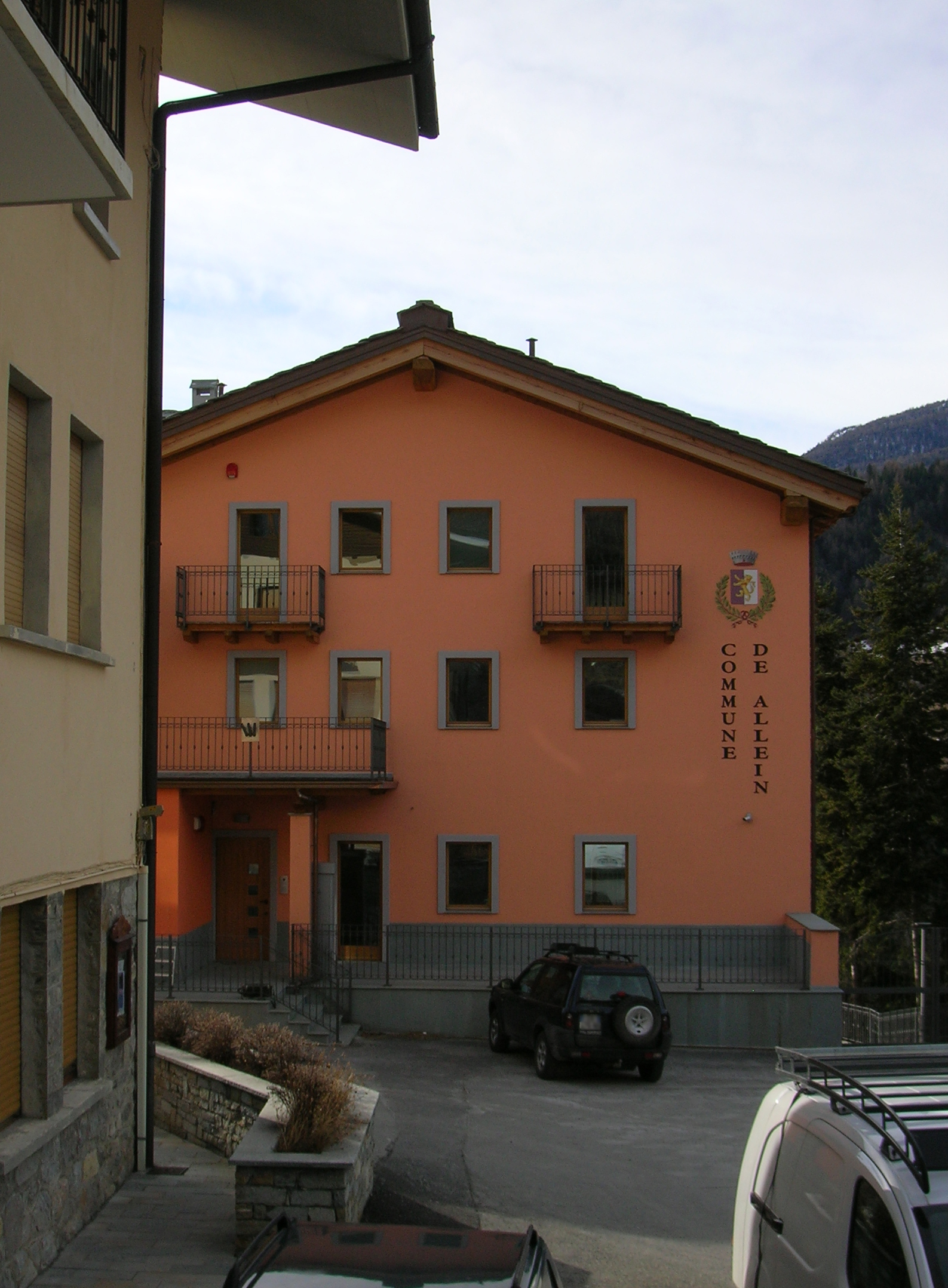
Il municipio

Fa parte dell'Unité des Communes valdôtaines Grand-Combin.
Di seguito è presentata una tabella relativa alle amministrazioni che si sono succedute in questo comune.
| Periodo        | Periodo         | Primo cittadino     | Partito          | Carica  | Note   |
| -------------- | --------------- | ------------------- | ---------------- | ------- | ------ |
| 26 giugno 1985 | 1º giugno 1990  | Carlo Cerise        | Union Valdôtaine | Sindaco | [ 15 ] |
| 1º giugno 1990 | 29 maggio 1995  | Carlo Cerise        | Union Valdôtaine | Sindaco | [ 15 ] |
| 29 maggio 1995 | 30 gennaio 1998 | Carlo Cerise        | -                | Sindaco | [ 15 ] |
| 8 maggio 2000  | 9 maggio 2005   | Erik Patrocle       | lista civica     | Sindaco | [ 15 ] |
| 9 maggio 2005  | 24 maggio 2010  | Erik Patrocle       | lista civica     | Sindaco | [ 15 ] |
| 24 maggio 2010 | 11 maggio 2015  | Erik Patrocle       | lista civica     | Sindaco | [ 15 ] |
| 29 maggio 2015 | in carica       | Piergiorgio Collomb |                  | Sindaco | [ 15 ] |

## Sport
In questo comune si gioca a Fiolet, caratteristico sport tradizionale valdostano.